# Flota wojenna Zakonu Rycerzy Świętego Jana
Flota wojenna Rycerzy Szpitalników Zakonu św. Jana, znana też po roku 1530 jako Flota Maltańska – pierwsza marynarka wojenna w historii zakonów rycerskich. Została ona utworzona w okresie średniowiecza, w późnych latach XII wieku. Flota osiągnęła swój rozkwit w latach 1680., podczas rządów Wielkiego Mistrza Gregorio Carafy. Została ona rozformowana po francuskiej inwazji na Maltę w 1798 roku, a jej okręty zostały przejęte przez marynarkę wojenną Francji.

## Historia

### Średniowiecze
Rycerski Zakon Szpitalników św. Jana Jerozolimskiego został założony około roku 1099, aby objąć opieką pielgrzymów do Ziemi Świętej. Zakon został usankcjonowany bullą papieską w roku 1113. W końcu ich rola objęła również obronę pielgrzymów. W połowie XII wieku Zakon stał się właścicielem pierwszego okrętu transportowego. Później zaczął sam budować okręty dla siebie we własnej stoczni w Akce. W latach 1280. Zakon wysłał pewną liczbę okrętów, wspomagając krucjatę aragońską.
Po upadku Akki w roku 1291, rycerze szpitalnicy przenieśli się na Cypr. Papież Mikołaj IV namówił joannitów oraz inne zakony rycerskie (m.in. templariuszy), aby zbudowali własne floty wojenne, w celu wykonania embarga na mameluckim Egipcie. W grudniu 1291 roku papież zażądał, aby połowa europejskich dochodów Zakonu została przeznaczona na budowę floty, a w styczniu 1292 roku upoważnił on Zakon do wykorzystania swoich nowych galer w celu obrony Ormiańskiego Królestwa Cylicji.
Pierwsza wzmianka o admirale floty Zakonu datuje się na rok 1299. W roku 1306 Zakon radykalnie przystosował się do walk na morzu i zaczął stawać się potęgą morską.

### Rodos
W roku 1309 Zakon odebrał Bizancjum wyspę Rodos i ustanowił tam swoją siedzibę. Od kiedy Zakon osiadł na wyspie, flota zaczęła być znaczącą częścią jego systemu obronnego.
W tym okresie Rycerze stoczyli kilka morskich bitew na Morzu Egejskim, jak np. bitwa koło wyspy Chios w roku 1319, oraz wspomagali operacje morskie innych flot europejskich, jak np. na Eubei w roku 1344..

### Malta

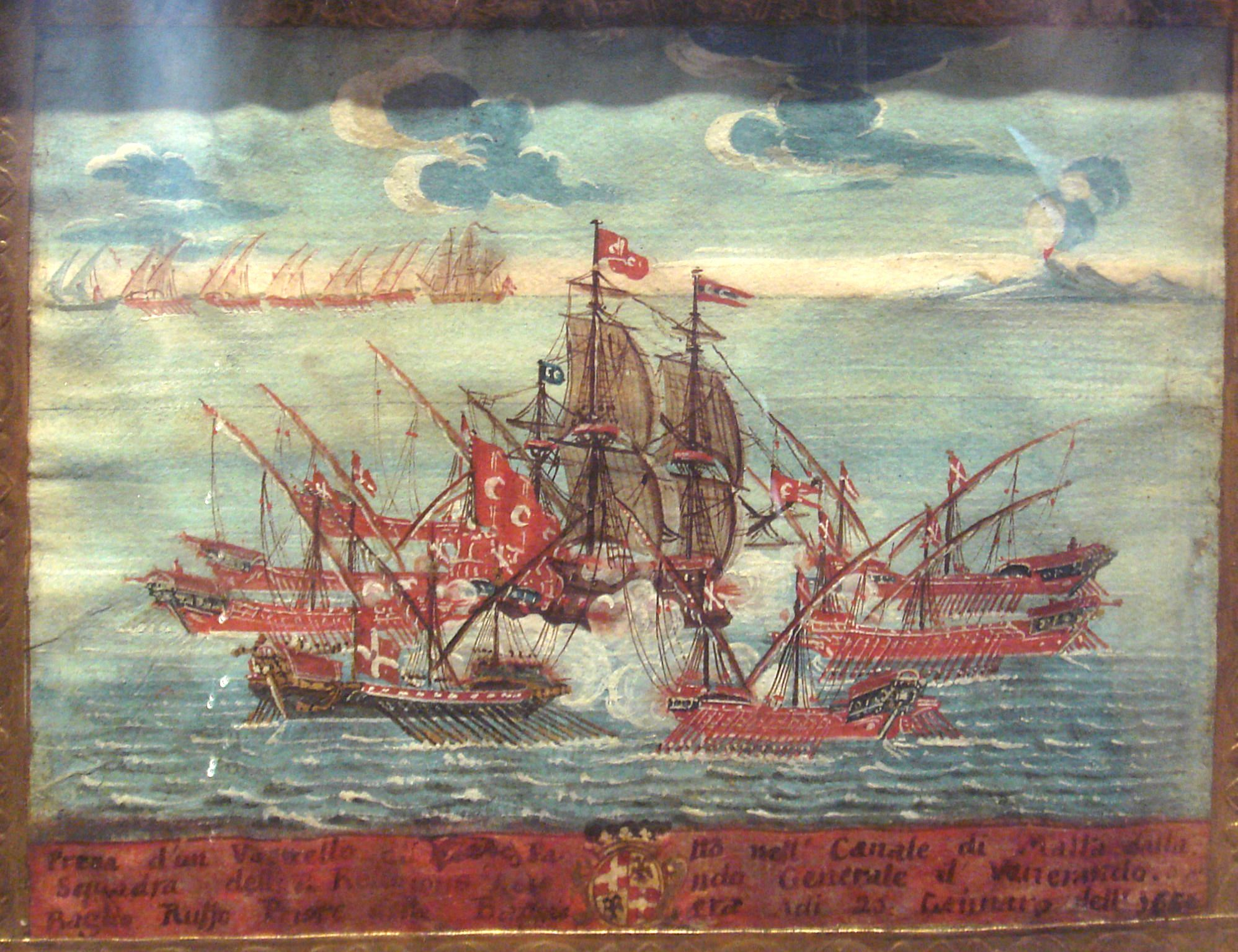
Obraz ukazujący maltańskie galery zdobywające turecki statek w Cieśninie Maltańskiej w roku 1652.

W roku 1522, po sześciomiesięcznym oblężeniu, Zakon utracił Rodos na rzecz Imperium Osmańskiego. Po kilku latach błąkania się Zakonu po Europie, cesarz Karol V zaoferował joannitom objęcie w posiadanie wysp Malta i Gozo oraz portu w Trypolisie. Zakon przybył na Maltę, wpływając na okrętach „San Giovanni”, „Santa Croce”, „San Filippo” oraz na okręcie flagowym „Santa Anna” 26 października 1530 roku.
Bazując na Malcie, Zakon i jego flota brały udział w wielu bitwach morskich przeciwko flocie osmańskiej lub piratom berberyjskim. Zakon wysłał karakę oraz cztery galery, wspomagając Hiszpanów i ich sprzymierzeńców w zdobyciu Tunisu w roku 1535. Okręty Zakonu brały również udział w bitwie pod Prevezą (1538), ekspedycji algierskiej (1541) oraz bitwie o Dżerbę (1560), w których Turcy triumfowali nad siłami chrześcijańskimi.
Cztery zakonne galery, „Santa Fè”, „San Michele”, „San Filippo” oraz „San Claudio”, zostały w roku 1551 lub 1556 (źródła podają różne daty), w Grand Harbour wywrócone przez wielkie tornado. Naprawione je za fundusze przysłane z Hiszpanii, Państwa Papieskiego, Francji oraz przeora St. Giles. Jedna galera została zbudowana na koszt Wielkiego Mistrza Claude de la Sengle.
Kiedy w roku 1566 rozpoczęto budowę miasta Valletta, w planach było również zbudowanie arsenału oraz mandracchio dla floty Zakonu. Budowa arsenału nie została nigdy zrealizowana, a prace przy mandracchio wstrzymano niedługo po rozpoczęciu, zaś teren ten przeistoczył się w slumsy, znane jako Manderaggio. W końcu, w roku 1597, arsenał został zbudowany w Birgu. W roku 1654, w fosie Valletty zbudowano przystań, lecz zamknięto ją w roku 1685.
Trzy z zakonnych okrętów brały udział w bitwie pod Lepanto w roku 1571, która była przełomowym zwycięstwem Ligi Świętej. Po tej bitwie siła Turków osmańskich na terenie śródziemnomorskim zaczęła słabnąć i w końcu Zakon usankcjonował korsarstwo przeciwko statkom muzułmańskim u wybrzeży Afryki Północnej i Lewantu.

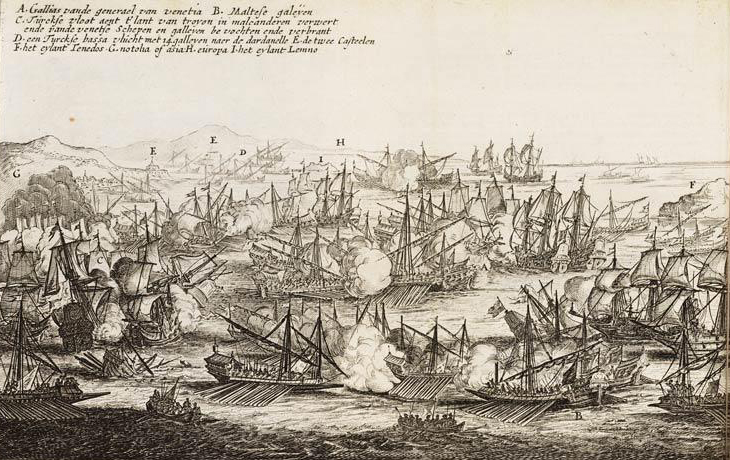
Bitwa morska w Cieśninie Dardanelskiej (1656) w roku 1656, w której flota wenecko-maltańska pokonała większe siły tureckie. Dowódcą floty Zakonu był Gregorio Carafa, który później został Wielkim Mistrzem Zakonu Joannitów.

W wiekach XVII i XVIII flota Zakonu brała udział w kilku wojnach wenecko-tureckich. Godną uwagi akcją była walka z 28 września 1644 roku, która rozpoczęła wojnę kandyjską. Szczyt potęgi floty zakonnej przypadł na lata 1680., kiedy Wielkim Mistrzem był Gregorio Carafa. W tym czasie powiększona została stocznia w Birgu.
Po roku 1740 flota zakonna oraz stocznia zaczęły podupadać, razem z powolnym upadkiem Zakonu. Po raz ostatni flota była w walce podczas francuskiej inwazji na Maltę w roku 1798. 10 czerwca, galera, dwa galeony i szalupa wypłynęły z Grand Harbour i podjęły nieskuteczny atak przeciwko siłom francuskim lądującym w St. Julian’s Bay i St. George’s Bay.
Po kapitulacji Zakonu 11 czerwca 1798 roku, wszystkie jego okręty zostały przejęte przez Francuzów. Okręty liniowe „San Zaccharia” i „San Giovanni” oraz fregata „Sante Elisabeth” zostały włączone do francuskiej marynarki wojennej i przemianowane, odpowiednio, na „Dégo”, „Athénien” i „Carthaginoise”. Wszystkie trzy pozostały na Malcie podczas brytyjskiej blokady Malty i w roku 1800 przeszły w ręce Brytyjczyków. „Dégo” and „Carthaginoise” były uszkodzone, lecz „Athénien” została włączona do Royal Navy jako HMS „Athenienne”. Okręt zatonął koło Sycylii w roku 1806.

## Okręty

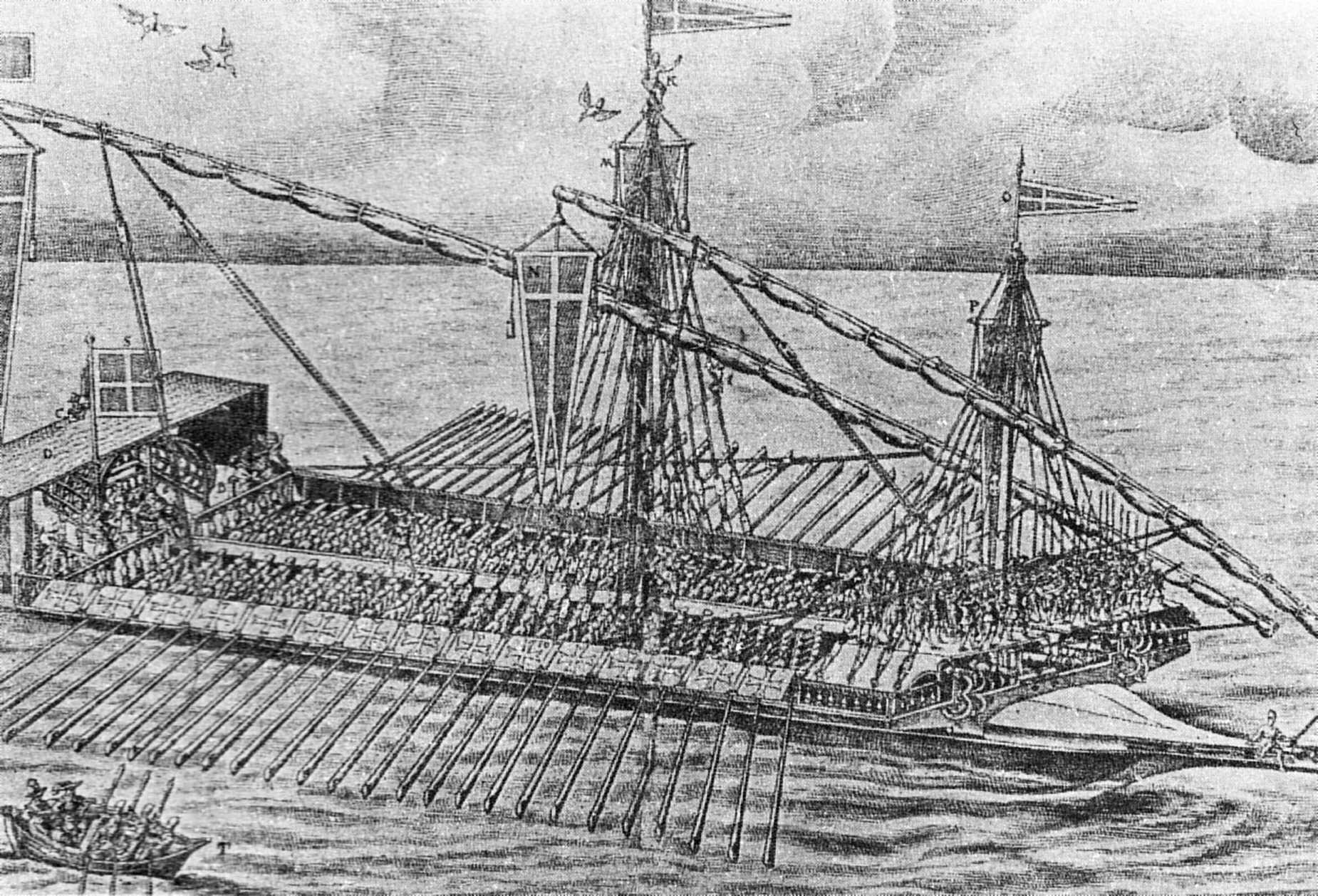
Maltańska galera z XVII wieku

Flota wojenna zakonu Maltańskiego, podczas swojego istnienia miała wiele różnych typów okrętów. W XVII wieku w jej skład wchodziły głównie galery, które miały różne rozmiary. W skład floty wchodziły też w różnym czasie galeony, karaki, fregaty lub szebeki.
Wielki Mistrz posiadał też barkę ceremonialną, używaną podczas specjalnych okazji.
W XVIII wieku Zakon posiadał też kilka okrętów liniowych.

„Santa Anna”, liniowy okręt Zakonu, po przybyciu na Maltę.

Lista okrętów liniowych Zakonu Joannitów, kiedy miał on swą siedzibę na Malcie (liczba po nazwie okrętu, oznacza ilość dział, w które był on uzbrojony):
- „Santa Anna” (1522) – wycofany z użycia 1540
- ? 40 (tunezyjski, przechwycony 1628)
- ? 46 (tunezyjski, przechwycony 1640)
- ? (turecki, przechwycony 1644)
- ? 54 (turecki, przechwycony 1654) – zatonął wkrótce po przejęciu 1654
- „Beneghem” 66 (turecki „Sultana Berenghemi”, przechwycony 1700)
- San Giovanni 64/70 (~ 1703)
- San Giacomo 64/70 (~ 1703)
- Santa Croce 44/46/50 (tunezyjski La Rosa/Rose of Tunis, przechwycony 1706)
- San Raimondo 46 (prawdopodobnie taki sam, jak Santa Croce, powyżej)
- Santa Caterina 64/70
- ? 56? (trypolitański, przechwycony 1709)
- ? (algierski Half Moon 40, przechwycony 1713)
- San Giovanni 60/64 (1718) – BU 1753
- San Giorgio 60/64 (1719)
- San Vicenzo 50 (1720)
- ? 48 (trypolitański, przechwycony 1723)
- San Antonio di Padova 52/60/64 (1727) – BU 1765
- ? 48 (turecki ?, przechwycony 1732)
- San Giovanni (1755) – BU 1765
- San Salvatore 70/80 (turecki „Corona Ottomana”, przechwycony po buncie niewolników 1760) – do Francji 1760/61, z powrotem do Turcji 1761
- San Zaccaria 64 (1765) – przechwycony przez Francję 1798 i przemianowany na Dégo, przejęty przez Brytyjczyków 1800
- San Giovanni 60-66 (1768/69) – do Neapolu 1781/84
- San Giacomo/San Gioacchino/St Joachim (1769/70) – do Neapolu 1781/84
- San Giovanni 64 (1798) – przechwycony przez Francję 1798 i przemianowany na Athénien, przejęty przez Brytyjczyków 1800, zatonął 1806[10]